# Нормандская дыра (фильм)
«Нормандская дыра» (фр. Le Trou normand) — французский кинофильм режиссёра Жана Буайе, выпущенный в 1952 году, дебютная картина Брижит Бардо.

## Сюжет
Сельский простофиля Ипполит должен получить в наследство семейный бизнес в виде гостиницы под названием «Нормандская дыра». Но в этом у него есть активные соперники — коварная родня. Чтобы доказать им свою пригодность к управлению, Ипполит вынужден вернуться в неоконченную когда-то школу. Одновременно у героя завязываются романтические отношения со своей привлекательной кузиной, но вскоре Ипполит начинает подозревать, что и здесь не всё чисто.

## В ролях
- Бурвиль — Ипполит Лемуан
- Брижит Бардо — Жавотт Лемуан, его кузина
- Жан Маркен — Огюстина Лемуан, его тетя
- Пьер Ларке — Тестю, хозян бара
- Жорж Баконне — господин Пише, учитель
- Надин Базиль — Мадлен Пише, дочь учителя
- Ноэль Роквер — доктор Обер, семейный врач и мэр
- Жан Фюзье-Жир — Мария Куртен
- Рене Вормс — Префект
- Роже Пьер — Импресарио